# Obliquogobius megalops
Obliquogobius megalops es una especie de peces de la familia de los Gobiidae en el orden de los Perciformes.

## Morfología
- Las hembras pueden llegar a alcanzar los 2,55 cm de longitud total.
- Número de vértebras: 26.[1][2]

## Hábitat
Es un pez de Mar y, de clima templado y demersal que vive hasta los 290 m de profundidad.

## Distribución geográfica
Se encuentra en el Japón.

## Observaciones
Es inofensivo para los humanos. 